# Girls About Town
Pour plus de détails, voir Fiche technique et Distribution.
Girls About Town est un film américain réalisé par George Cukor, sorti en 1931.

## Synopsis
À New York, deux jeunes femmes élégantes et séduisantes se font entretenir en courtisant de riches hommes d’affaires. Sans aucun sentiment, elles sont prêtes à tout pour maintenir leur niveau de vie. Mais un jour, elles rencontrent un millionnaire et son jeune associé lors d’une balade en yacht.

## Fiche technique
- Titre français : Girls About Town
- Réalisation : George Cukor
- Scénario : Zoe Akins, Raymond Griffith et Brian Marlow
- Photographie : Ernest Haller
- Pays d'origine :  États-Unis
- Format : Noir et blanc - Mono
- Genre : Comédie romantique
- Date de sortie : 1931

## Distribution
- Kay Francis : Wanda Howard
- Joel McCrea : Jim Baker
- Lilyan Tashman : Marie Bailey
- Eugene Pallette : Benjamin Thomas
- Lucile Gleason : Mme Benjamin Thomas
- Alan Dinehart : Jerry Chase
- Lucile Browne : Edna Howard
- George Barbier : Webster
- Robert McWade : Simms
- Louise Beavers : Hattie